# إديث كامبل
إديث كامبل (بالإنجليزية: Edith Campbell)‏ هي ممرضة كندية، ولدت في 12 ديسمبر 1871 في مونتريال في كندا، وتوفيت في 1951.
كانت كامبل واحدة من أوائل الممرضات الكنديات التي وصلت إلى إنجلترا للمساعدة في إنشاء مستشفى للصليب الأحمر الكندي التذكاري، مستشفى ميداني في تبلو (باكينجهامشير)، وقدم خدمة خلال الحرب العالمية الأولى في كل من إنجلترا وفرنسا، وحصل على عدد من الميداليات بما في ذلك الصليب الأحمر الملكي، الطراز الأول، والميدالية العسكرية، كما ذكرت مرتين في البرقيات، بعد الحرب، كانت مديرة فرع تورنتو في نقابة الممرضين الفيكتوريين، ويحمل متحف الحرب الكندي ميدالياتها وعدد من أغراضها الشخصية.